# Rhytidodera bowringi
Rhytidodera bowringi  (лат.) — вид жуков-усачей из подсемейства собственно усачей. Распространён в Китае и Таиланде. Кормовым растением личинок является мангифера индийская.